# Alice Rahon
Alice Rahon, épouse Paalen, née à Chenecey-Buillon (Doubs) le 8 juin 1904 et morte à Mexico en 1987, est une poétesse et artiste peintre surréaliste française.

## Biographie
Alice Rahon est née à Chenecey-Buillon dans le Doubs) en 1904,. Elle passe son enfance et sa jeunesse à Paris. En 1931, elle rencontre le peintre autrichien Wolfgang Paalen. Ensemble, ils participent aux activités des surréalistes. Ils se marient en 1934.
En 1936, son premier recueil de poèmes À même la terre paraît aux Éditions Surréalistes, avec une gravure d'Yves Tanguy et une maquette de Benjamin Péret.
« le museau de bois à la place du visage
arqué par la folie sur le feu de nuit
tu respires les mots empoisonnés
ce fil tissé à la hâte
cette bave éclatante
ces cris d'herbe sous le pied
ces toiles lourdes d'encre
cette spirale vibrante d'eau
ce museau
cette pointe
noué dans la crainte du rire sans remède »
Wolfgang Paalen menace de se suicider. Alice Rahon part en Inde où elle rejoint Valentine Penrose.
En 1938, paraît le recueil Sablier couché aux Éditions Sagesse, avec une gravure de Joan Miró. En 1939, avec Wolfgang Paalen, elle émigre au Mexique en passant par la côte ouest du Canada et des États-Unis où ils admirent l'art amérindien.
À Mexico, ils rencontrent les peintres Frida Kahlo et Diego Rivera et participent à la première exposition internationale du surréalisme organisée à la galeria de Arte mexicano.
En 1941, après la publication du recueil Noir animal, aux éditions Dolores, elle abandonne l'écriture pour la peinture et adopte son nom de naissance. Avec Paalen, elle participe à la création de la revue Dyn qui comptera six numéros jusqu'en 1945. Elle divorce puis se remarie en 1946 avec Edward Fitzgerald qui a réalisé des décors pour le cinéaste Luis Buñuel. En 1947, ils réalisent un court-métrage de marionnettes Le Magicien.
En 1956, la galerie parisienne La Cour d'Ingres organise une exposition personnelle de ses œuvres qui ne suscite aucune réaction de la part d'André Breton, plus sensible à ses poèmes qu'à sa peinture.
Elle cesse toute activité artistique après 1975. En 1960, elle divorce à nouveau puis se retire dans sa maison de San Ángel. En 1986, une rétrospective est organisée à Mexico, de même qu'en 2009. Elle meurt en 1987.

## Œuvres
Poésie
- À même la terre, 1936, Éditions Surréalistes
- Sablier couché, 1938, avec une gravure de Joan Miró, Éditions Sagesse
- Noir animal, 1941, Éditions Dolores
- Au pays de Paalen, 1960
- Poèmes inédits, in Pleine Marge no 4, décembre 1986
- Salamandra - Salamandre, version bilingue (espagnol et français), Mexico, éditions El Tucan de Virginia, 1996. Prologue de José Pierre. Préface et traduction de Lourdes Andrade.

Peintures
- Le Sourire de la mort, 1939
- Poème-tableau, 1942, gouache, publié dans le premier numéro de Dyn
- Oiseau sur la ville, 1943, gouache sur celotex, 43,2 × 72 cm, collection particulière, Dallas[6]
- Le Dernier troupeau, 1945, huile sur toile, 18 × 21,5 cm, collection particulière, États-Unis[7]
- Autoportrait en Alice au pays des merveilles, 1951, huile sur toile, 91 × 60 cm, collection particulière, Mexico[8]
- La Ballade de Frida Kahlo, 1952
- La Gente del Tecolote, 1961, huile sur toile, collection particulière, Dallas[9]
- Homme traversé par une rivière/Hommage à André Breton, 1967, huile sur papier de riz, 57 × 44 cm, collection particulière, Mexico[10]
- Le Toucan et l'arc-en-ciel, 1967, huile sur toile, 69 × 90 cm, collection particulière, Mexico[11]
- Une géante nommée Solitude, 1975

Cinéma
- Le Magicien, 1947, court-métrage de marionnettes coréalisé avec Edward Fitzgerald.